# George Mann

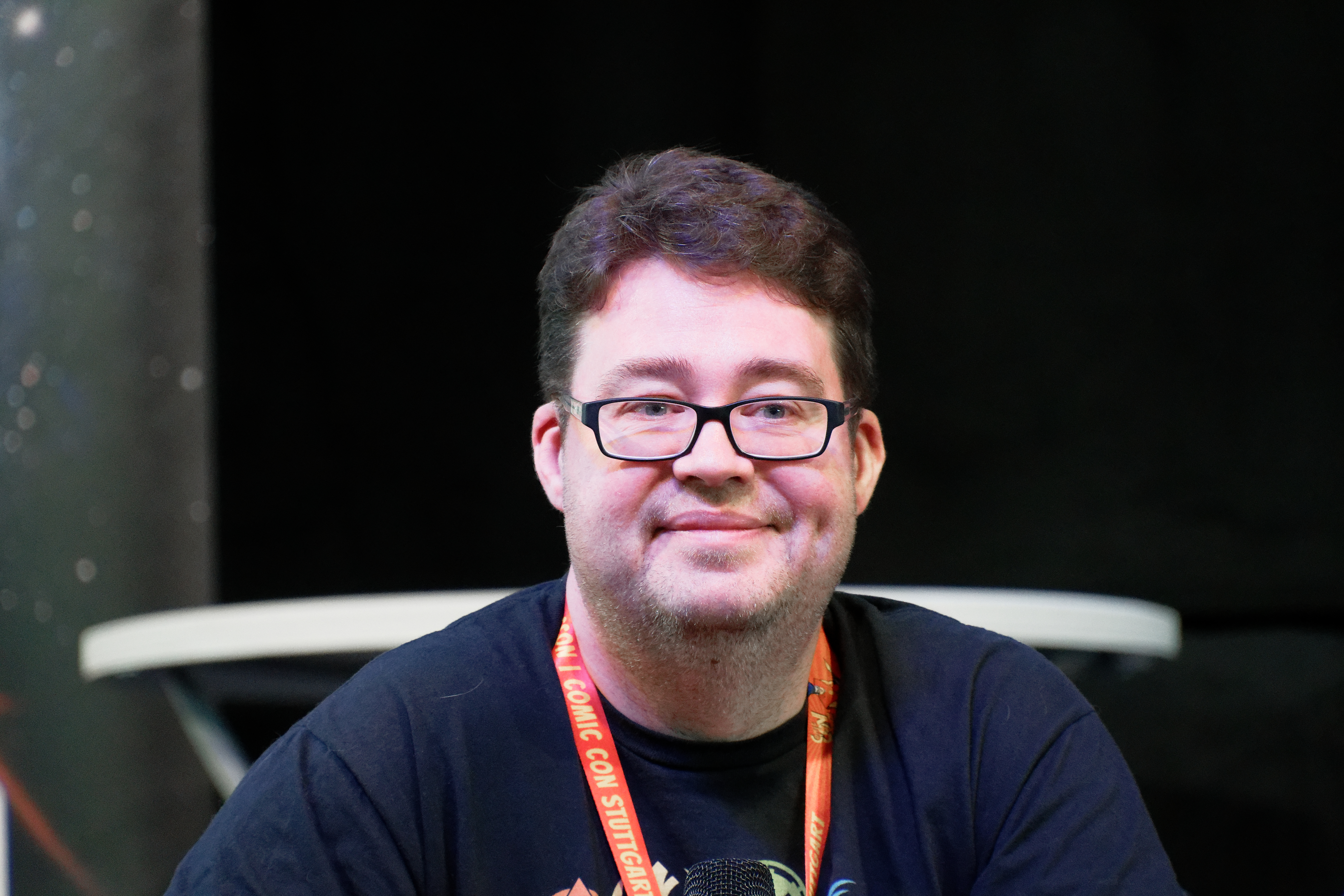
George Mann auf der ComicCon in Stuttgart 2024

George Mann (geboren am 22. Dezember 1978 in Darlington, County Durham) ist ein britischer Science-Fiction-Autor, -Herausgeber, Lexikograf und Comicszenarist. Bekannt ist er als Autor der Mammoth Encyclopedia of Science Fiction und der Steampunk-Reihe um die Ermittler Newbury und Hobbes.

## Leben
Manns erstes Buch war das ambitionierte Projekt eines umfassenden Science-Fiction-Lexikons: The Mammoth Encyclopedia of Science Fiction erschien 2001 und enthielt auf 606 Seiten die vier Teile
- Science Fiction on the Page (Autoren, Zeitschriften),
- Science Fiction on the Screen (Filme und Fernsehserien),
- Terms, Themes and Devices in Science Fiction (Themen und Begriffe) und
- Societies and Awards (Vereinigungen und Preise).

Als Science-Fiction-Autor debütierte er mit der Space Opera The Human Abstract (2004), es folgten zwei Romane aus der im Umfeld der britischen Fernsehserie Doctor Who angesiedelten Time-Hunter-Serie von Telos Publishing (The Severed Man, 2004, und Child of Time, 2007, mit David J. Howe)
Weitere Arbeiten Manns im Doctor-Who-Universum sind die Romane Paradox Lost (2011) und Engines of War (2014), außerdem zwei Sachbücher über das Universum des Doktors und über die Daleks zusammen mit Justin Richards, sowie mehrere Comicszenarien und ein Hörbuch.
Einen Namen als Steampunk-Autor machte er sich mit der Serie über die Ermittler Newbury und Hobbes, die in einem phantastisch verfremdeten London auf die Suche nach Serienmördern und anderen Verbrechern gehen. Der erste Roman dieser Reihe (The Affinity Bridge) erschien 2008.
Eine weitere Reihe, The Ghost, spielt einige Jahrzehnte später in einer Post-Steampunk-Version von New York in den 1920er Jahren.
Weitere Bücher von Mann spielen in der Welt von Warhammer 40.000.
Als Herausgeber fungierte er bei einer Reihe von Science-Fiction- und Fantasy-Anthologien für Solaris Books, 2007 gegründet als Imprint einer Tochter von Games Workshop, dem Hersteller von Warhammer 40.000, zu der  auch The Black Library gehört, wo Manns Warhammer-40.000-Audiobücher erschienen.
Weitere Anthologien enthielten Geschichten mit der Figur des Detektivs Sexton Blake und Arthur Conan Doyles Sherlock Holmes.
Mann lebt mit Frau und Kindern in Nottinghamshire.

## Werke

### Romane
- The Human Abstract (Telos, 2004, ISBN 1-903889-65-0)
- Wychwood (Titan Books, 2017, ISBN 978-1-78329-409-1)

Time Hunter
- The Severed Man (#5, Telos, 2004, ISBN 1-903889-43-X)
- mit David J. Howe: Child of Time (#11, Telos, 2007, ISBN 978-1-84583-104-2)

Newbury & Hobbes
- The Affinity Bridge (Snowbooks, 2008, ISBN 978-1-905005-88-8)
- The Osiris Ritual (Snowbooks, 2009, ISBN 978-1-906727-04-8)
- The Immorality Engine (Snowbooks, 2011, ISBN 978-1-906727-18-5)
- The Executioner's Heart (Titan Books, 2013, ISBN 978-1-78116-005-3)
- The Casebook of Newbury & Hobbes (Titan Books, 2013, ISBN 978-1-78116-742-7)
- The Revenant Express (Titan Books, 2018, ISBN 978-1-78116-006-0)

The Ghost
- Ghosts of Manhattan (Pyr, 2010, ISBN 978-1-61614-194-3)
- Ghosts of War  (Pyr, 2011, ISBN 978-1-61614-367-1)
- Ghosts of Karnak (Titan Books, 2016, ISBN 978-1-78329-416-9)
- Ghosts of Empire  (Titan Books, 2017, ISBN 978-1-78329-418-3)

Doctor Who
- Paradox Lost (New Series #47, BBC Books, 2011, ISBN 978-1-84990-235-9)
- Engines of War (New Series Special #4, BBC Books, 2014, ISBN 978-1-84990-848-1)

Warhammer 40.000
- Labyrinth of Sorrows (Black Library, 2012, ISBN 978-1-84970-132-7)
- Sons of Corax (Black Library, 2015, ISBN 978-1-78496-015-5)
- Shrike (Black Library, 2017, ISBN 978-1-78496-496-2)

Sherlock Holmes
- Sherlock Holmes: The Will of the Dead (Titan Books, 2013, ISBN 978-1-78116-001-5)
  - Deutsch: Der Wille des Toten. Übersetzt von Claudia Kern. Panini, 2014, ISBN 978-3-8332-2899-5.
- Sherlock Holmes: The Spirit Box (Titan Books, 2014, ISBN 978-1-78116-002-2)

### Kurzgeschichten
- Methuselah (2008)
- The Hambleton Affair (Newbury and Hobbes, 2008)
- The Shattered Teacup (Newbury and Hobbes, 2010)
- The Cull (2010)
- Annabel Regina (2010)
- Rise and Fall (2010)
- The Albino's Shadow (2011)

### Sachliteratur
- The Mammoth Encyclopedia of Science Fiction (2001, Carroll & Graf, ISBN 0-7867-0887-5)
- mit Justin Richards: The Whoniverse: An Untold History of the Universe (Sachbuch, Harper Design, 2016, ISBN 978-0-06-247020-1)
- mit Justin Richards: Dalek: The Astounding Untold History of the Greatest Enemies of the Universe (Sachbuch, BBC Books, 2017, ISBN 978-1-78594-252-5)

### Comics
- Doctor Who: The Body Electric (6 Seite, Free Comic Book Day, Titan, 2015)
  - Deutsch: Der elektrische Körper (Panini, 2017)
- Doctor Who: Supremacy of the Cybermen (5 Bde. 2016)

### Audiobücher
- The Pyralis Effect (Doctor Who: The Companion Chronicles, Big Finish, 2010, ISBN 978-1-84435-427-6)
- The Shattered Teacup (Newbury and Hobbes, Snowbooks, 2010)
- Helion Rain (Warhammer 40.000, The Black Library, 2011, ISBN 978-1-84970-017-7)
- Child of Time (Time Hunter, Fantom Films Limited, 2011, ISBN 978-1-906263-21-8)
- The Reification of Hans Gerber (Sherlock Holmes, 2011, ISBN 978-1-84435-592-1)
- Labyrinth of Sorrows (Warhammer 40.000, The Black Library, 2012, ISBN 978-1-84970-132-7)

### Anthologien
- The Solaris Book of New Science Fiction (Solaris, 2007, ISBN 978-1-84416-448-6)
- The Solaris Book of New Fantasy (Solaris, 2007, ISBN 978-1-84416-523-0)
- The Solaris Book of New Science Fiction, Volume Two (Solaris, 2008, ISBN 978-1-84416-542-1)
- The Solaris Book of New Science Fiction, Volume Three (Solaris, 2009, ISBN 978-1-84416-709-8)

Sexton Blake
- Sexton Blake: Detective (Snowbooks, 2009, ISBN 978-1-906727-41-3)
- Sexton Blake, Crime Fighter (Snowbooks, 2010, ISBN 978-1-906727-49-9)

Sherlock Holmes
- Encounters of Sherlock Holmes (Titan Books, 2013, ISBN 978-1-78116-003-9)
- Further Encounters of Sherlock Holmes (Titan Books, 2014, ISBN 978-1-78116-004-6)
- Associates of Sherlock Holmes (Titan Books, 2016, ISBN 978-1-78329-930-0)
- Further Associates of Sherlock Holmes (Titan Books, 2017, ISBN 978-1-78329-932-4)